# Sattleria angustispina
Sattleria angustispina is een vlinder uit de familie tastermotten (Gelechiidae). De wetenschappelijke naam is voor het eerst geldig gepubliceerd in 1991 door Pitkin & Sattler.
De soort komt voor in Europa.